# コッパ・サバティーニ
コッパ・サバティーニ（Coppa Sabatini）は、イタリア、ピサ県で例年10月上旬に開催される、自転車競技ロードレースのワンデイレースの名称。正式名称はコッパ・サバティーニ＝グランプレミオ・チッタ・ディ・ペッチョリ（Coppa Sabatini - Gran Premio città di Peccioli）。
2019年まではUCIヨーロッパツアー1.1ランク。2020年からは1.Proランク。

## 概要
当名称は、ピサ県のペッチョリ出身の元自転車競技選手、ジュゼッペ・サバティーニ(1915-1951)にちなんで名づけられた。
当レースを皮切りに、秋のイタリアにおけるクラシック及びセミクラシックレースシーズンが始動するため、下位カテゴリながらも例年著名選手が集結して行われている。2009年の優勝者、フィリップ・ジルベールは、当レースを皮切りにその後、わずか2週間あまりの間に4つのクラシック及びセミクラシックを制覇した。

## 歴代優勝者
| 年   | 選手名                             | 国籍         |
| ---- | ---------------------------------- | ------------ |
| 1952 | プリモ・ヴォルピ                   | イタリア     |
| 1953 | プリモ・ヴォルピ                   | イタリア     |
| 1954 | リノ・ベネデッティ                 | イタリア     |
| 1955 | アンジェロ・ミゼロッキ             | イタリア     |
| 1956 | イドリオ・ブイ                     | イタリア     |
| 1957 | ジャンバッティスタ・ガベッリ       | イタリア     |
| 1958 | ジュゼッペ・パルディーニ           | イタリア     |
| 1959 | リノ・ベネデッティ                 | イタリア     |
| 1960 | グラツィアーノ・バッティスティーニ | イタリア     |
| 1961 | ディノ・ブルーニ                   | イタリア     |
| 1962 | アルフレード・サッバディン         | イタリア     |
| 1963 | ディノ・ブルーニ                   | イタリア     |
| 1964 | イターロ・ツィリオーリ             | イタリア     |
| 1965 | ルチアーノ・アルマーニ             | イタリア     |
| 1966 | フランコ・ビトッシ                 | イタリア     |
| 1967 | ミケーレ・ダンチェッリ             | イタリア     |
| 1968 | フランコ・ビトッシ                 | イタリア     |
| 1969 | ロマーノ・トゥメッレーロ           | イタリア     |
| 1970 | イェスタ・ペーテルソン             | スウェーデン |
| 1971 | ロベルト・ポッジャーリ             | イタリア     |
| 1972 | トニー・ハウブレヒツ               | ベルギー     |
| 1973 | マウロ・シモネッティ               | イタリア     |
| 1974 | ウィルモ・フラチオーリ             | イタリア     |
| 1975 | ジョヴァンニ・バッタリン           | イタリア     |
| 1976 | ピエロ・スピネッリ                 | イタリア     |
| 1977 | 中止                               |              |
| 1978 | フランチェスコ・モゼール           | イタリア     |
| 1979 | レオナルド・マッツァンティーニ     | イタリア     |
| 1980 | ジャンバッティスタ・バロンケッリ   | イタリア     |
| 1981 | クラウディオ・ボルトロット         | イタリア     |
| 1982 | ジュゼッペ・サロンニ               | イタリア     |
| 1983 | モレノ・アルジェンティン           | イタリア     |
| 1984 | シルヴァーノ・コンティーニ         | イタリア     |
| 1985 | マリーノ・アマドーリ               | イタリア     |
| 1986 | ジャン＝フランソワ・ベルナール     | フランス     |
| 1987 | ジャンニ・ブーニョ                 | イタリア     |
| 1988 | クラウディオ・コンティ             | イタリア     |
| 1989 | マウリツィオ・フォンドリエスト     | イタリア     |

| 年   | 優勝者                           | 国籍             |
| ---- | -------------------------------- | ---------------- |
| 1990 | モレノ・アルジェンティン         | イタリア         |
| 1991 | フランコ・キオッチョーリ         | イタリア         |
| 1992 | ステファノ・ザニーニ             | イタリア         |
| 1993 | クラウディオ・キアプッチ         | イタリア         |
| 1994 | マウリツィオ・フォンドリエスト   | イタリア         |
| 1995 | ダヴィデ・カッサーニ             | イタリア         |
| 1996 | ビャルヌ・リース                 | デンマーク       |
| 1997 | アンドレア・タフィ               | イタリア         |
| 1998 | エマニュエル・マニアン           | フランス         |
| 1999 | ディミトリ・コニシェフ           | ロシア           |
| 2000 | アンドレイ・チミル               | ベルギー         |
| 2001 | ディミトリ・コニシェフ           | ロシア           |
| 2002 | パオロ・ベッティーニ             | イタリア         |
| 2003 | パオロ・ボッソーニ               | イタリア         |
| 2004 | ヤン・ウルリッヒ                 | ドイツ           |
| 2005 | アレッサンドロ・ベルトリーニ     | イタリア         |
| 2006 | ジョヴァンニ・ヴィスコンティ     | イタリア         |
| 2007 | ジョヴァンニ・ヴィスコンティ     | イタリア         |
| 2008 | ミハイロ・ハリロフ               | ウクライナ       |
| 2009 | フィリップ・ジルベール           | ベルギー         |
| 2010 | リカルド・リッコ                 | イタリア         |
| 2011 | エンリコ・バッタリン             | イタリア         |
| 2012 | ファビオ・ドゥアルテ             | コロンビア       |
| 2013 | ディエゴ・ウリッシ               | イタリア         |
| 2014 | ソニー・コルブレッリ             | イタリア         |
| 2015 | エドゥアルド・プラデス           | スペイン         |
| 2016 | ソニー・コルブレッリ             | イタリア         |
| 2017 | アンドレーア・パスクアロン       | イタリア         |
| 2018 | フアンホセ・ロバト               | スペイン         |
| 2019 | アレクセイ・ルツェンコ           | カザフスタン     |
| 2020 | ディオン・スミス                 | ニュージーランド |
| 2021 | ミカエル・ヴァルグレン           | デンマーク       |
| 2022 | ダニエル・フェリペ・マルティネス | コロンビア       |
| 2023 | マルク・ヒルシ                   | スイス           |
| 2024 | マルク・ヒルシ                   | スイス           |